# Saison 2016-2017 du Jazz de l'Utah
La saison 2016-2017 du Jazz de l'Utah est la 43e saison de la franchise en National Basketball Association (NBA) et la 38e saison dans la ville de Salt Lake City.

## Draft
| Tour | Choix | Joueur         | Poste  | Nationalité | Provenance                    |
| ---- | ----- | -------------- | ------ | ----------- | ----------------------------- |
| 2    | 52    | Joel Bolomboy  | PF / C | Ukraine     | Wildcats de Weber State       |
| 2    | 60    | Tyrone Wallace | PG     | États-Unis  | Golden Bears de la Californie |

## Summer League
| Summer League Total: 2-5 |

| Match | Date match | Équipe       | Score   | Meilleur marqueur | Meilleur rebondeur | Meilleur passeur   | Lieux Spectateurs             | Série |
| ----- | ---------- | ------------ | ------- | ----------------- | ------------------ | ------------------ | ----------------------------- | ----- |
| 1     | 4 juillet  | San Antonio  | D 69-90 | Trey Lyles (13)   | Trey Lyles (12)    | Olivier Hanlan (3) | Vivint Smart Home Arena 7 124 | 0 - 1 |
| 2     | 5 juillet  | Boston       | D 82-89 | Trey Lyles (26)   | Trey Lyles (11)    | 3 joueurs (2)      | Vivint Smart Home Arena 7 309 | 0 - 2 |
| 3     | 7 juillet  | Philadelphie | D 75-86 | Trey Lyles (22)   | Trey Lyles (8)     | Aaron Craft (6)    | Vivint Smart Home Arena 6 267 | 0 - 3 |

| Match | Date match | Équipe      | Score         | Meilleur marqueur   | Meilleur rebondeur | Meilleur passeur  | Lieux                | Série |
| ----- | ---------- | ----------- | ------------- | ------------------- | ------------------ | ----------------- | -------------------- | ----- |
| 1     | 9 juillet  | Washington  | D 73-88       | Trey Lyles (28)     | Mike Tobey (7)     | Aaron Craft (8)   | Thomas & Mack Center | 0 - 1 |
| 2     | 10 juillet | New Orleans | V 79-72       | Tyrone Wallace (15) | Joel Bolomboy (11) | Ford, Paige (3)   | Cox Pavilion         | 1 - 1 |
| 3     | 12 juillet | Portland    | D 89-92 (2OT) | Trey Lyles (30)     | Quincy Ford (12)   | Aaron Craft (6)   | Thomas & Mack Center | 1 - 2 |
| 4     | 13 juillet | Portland    | V 86-71       | Tibor Pleiss (20)   | Joel Bolomboy (9)  | Joel Bolomboy (3) | Thomas & Mack Center | 2 - 2 |
| 5     | 14 juillet | Denver      |               |                     |                    |                   | Cox Pavilion         | -     |

## Pré-saison
| Pré-saison Total: 3-3 (Domicile : 1-2 ; Extérieur : 2-1) |

| Match | Date match | Équipe          | Score     | Meilleur marqueur   | Meilleur rebondeur | Meilleur passeur | Lieux Spectateurs          | Série |
| ----- | ---------- | --------------- | --------- | ------------------- | ------------------ | ---------------- | -------------------------- | ----- |
| 1     | 3 octobre  | @ Portland      | D 89-98   | Gordon Hayward (17) | Rudy Gobert (13)   | Shelvin Mack (4) | Moda Center                | 0 - 1 |
| 2     | 5 octobre  | @ Phoenix       | V 104-99  | Rudy Gobert (21)    | Rudy Gobert (10)   | Hill, Mack (5)   | Talking Stick Resort Arena | 1 - 1 |
| 3     | 10 octobre | @ L.A. Clippers | V 96-94   | Rodney Hood (17)    | Hill, Lyles (8)    | George Hill (4)  | Staples Center             | 2 - 1 |
| 4     | 12 octobre | Phoenix         | D 110-111 | Dante Exum (18)     | Rudy Gobert (8)    | Shelvin Mack (4) | Vivint Smart Home Arena    | 2 - 2 |
| 5     | 17 octobre | L.A. Clippers   | V 104-78  | Rudy Gobert (17)    | Rudy Gobert (10)   | Dante Exum (6)   | Vivint Smart Home Arena    | 3 - 2 |
| 6     | 19 octobre | Portland        | D 84-88   | George Hill (16)    | Trey Lyles (8)     | Boris Diaw (4)   | Vivint Smart Home Arena    | 3 - 3 |

## Saison régulière
| Saison régulière Total: 51-31 (Domicile : 29-12 ; Extérieur : 22-19) |

| Match | Date match | Équipe           | Score     | Meilleur marqueur | Meilleur rebondeur  | Meilleur passeur   | Lieux Spectateurs       | Série |
| ----- | ---------- | ---------------- | --------- | ----------------- | ------------------- | ------------------ | ----------------------- | ----- |
| 1     | 25 octobre | @ Portland       | D 104-113 | Joe Johnson (29)  | Rudy Gobert (14)    | George Hill (6)    | Moda Center             | 0 - 1 |
| 2     | 28 octobre | L. A. Lakers     | V 96-89   | George Hill (23)  | Rudy Gobert (13)    | George Hill (3)    | Vivint Smart Home Arena | 1 - 1 |
| 3     | 30 octobre | @ L. A. Clippers | D 75-88   | George Hill (18)  | Derrick Favors (11) | Quatre joueurs (3) | Staples Center          | 1 - 2 |

| Match | Date match   | Équipe         | Score     | Meilleur marqueur   | Meilleur rebondeur  | Meilleur passeur   | Lieux Spectateurs       | Série  |
| ----- | ------------ | -------------- | --------- | ------------------- | ------------------- | ------------------ | ----------------------- | ------ |
| 4     | 1er novembre | @ San Antonio  | V 106-91  | George Hill (22)    | Rudy Gobert (12)    | George Hill (7)    | AT&T Center             | 2 - 2  |
| 5     | 2 novembre   | Dallas         | V 97-81   | George Hill (25)    | Rudy Gobert (12)    | Hill, Johnson (4)  | Vivint Smart Home Arena | 3 - 2  |
| 6     | 4 novembre   | San Antonio    | D 86-100  | Rodney Hood (18)    | Rudy Gobert (8)     | George Hill (3)    | Vivint Smart Home Arena | 3 - 3  |
| 7     | 6 novembre   | @ New York     | V 114-109 | Gordon Hayward (28) | Rudy Gobert (8)     | George Hill (9)    | Madison Square Garden   | 4 - 3  |
| 8     | 7 novembre   | @ Philadelphie | V 109-84  | Gordon Hayward (20) | Derrick Favors (14) | Hayward, Mack (5)  | Wells Fargo Center      | 5 - 3  |
| 9     | 9 novembre   | @ Charlotte    | D 96-104  | Gordon Hayward (29) | Rudy Gobert (11)    | Mack, Exum (5)     | Time Warner Cable Arena | 5 - 4  |
| 10    | 11 novembre  | @ Orlando      | V 87-74   | Gordon Hayward (20) | Rudy Gobert (13)    | Gordon Hayward (8) | Amway Center            | 6 - 4  |
| 11    | 12 novembre  | @ Miami        | V 102-91  | Gordon Hayward (25) | Rudy Gobert (12)    | Gordon Hayward (4) | American Airlines Arena | 7 - 4  |
| 12    | 14 novembre  | Memphis        | D 96-102  | Joe Ingles (20)     | Gobert, Lyles (5)   | Shelvin Mack (4)   | Vivint Smart Home Arena | 7 - 5  |
| 13    | 17 novembre  | Chicago        | D 77-85   | Rudy Gobert (16)    | Rudy Gobert (13)    | Gordon Hayward (3) | Vivint Smart Home Arena | 7 - 6  |
| 14    | 19 novembre  | @ Houston      | D 102-111 | Rodney Hood (25)    | Rudy Gobert (14)    | Shelvin Mack (7)   | Toyota Center           | 7 - 7  |
| 15    | 20 novembre  | @ Denver       | D 91-105  | Gordon Hayward (25) | Hayward, Gobert (7) | Joe Ingles (4)     | Pepsi Center            | 7 - 8  |
| 16    | 23 novembre  | Denver         | V 108-83  | Hayward, Hill (22)  | Rudy Gobert (13)    | Gordon Hayward (7) | Vivint Smart Home Arena | 8 - 8  |
| 17    | 25 novembre  | Atlanta        | V 95-68   | Gordon Hayward (24) | Joe Johnson (11)    | Shelvin Mack (5)   | Vivint Smart Home Arena | 9 - 8  |
| 18    | 28 novembre  | @ Minnesota    | V 112-103 | Hayward, Hill (24)  | Rudy Gobert (17)    | Diaw, Hood (5)     | Target Center           | 10 - 8 |
| 19    | 29 novembre  | Houston        | V 120-101 | Gordon Hayward (31) | Rudy Gobert (14)    | Gordon Hayward (7) | Vivint Smart Home Arena | 11 - 8 |

| Match | Date match   | Équipe         | Score     | Meilleur marqueur    | Meilleur rebondeur | Meilleur passeur   | Lieux Spectateurs       | Série   |
| ----- | ------------ | -------------- | --------- | -------------------- | ------------------ | ------------------ | ----------------------- | ------- |
| 20    | 1er décembre | Miami          | D 110-111 | Gordon Hayward (32)  | Rudy Gobert (10)   | Gordon Hayward (7) | Vivint Smart Home Arena | 11 - 9  |
| 21    | 3 décembre   | Denver         | V 105-98  | Gordon Hayward (32)  | Rudy Gobert (11)   | Trois joueurs (4)  | Vivint Smart Home Arena | 12 - 9  |
| 22    | 5 décembre   | @ L. A. Lakers | V 107-101 | Gordon Hayward (23)  | Rudy Gobert (17)   | Shelvin Mack (7)   | Staples Center          | 13 - 9  |
| 23    | 6 décembre   | Phoenix        | V 112-105 | Gordon Hayward (28)  | Rudy Gobert (11)   | Boris Diaw (6)     | Vivint Smart Home Arena | 14 - 9  |
| 24    | 8 décembre   | Golden State   | D 99-106  | Joe Ingles (21)      | Rudy Gobert (17)   | Exum, Mack (5)     | Vivint Smart Home Arena | 14 - 10 |
| 25    | 10 décembre  | Sacramento     | V 104-84  | Gordon Hayward (26)  | Rudy Gobert (14)   | Shelvin Mack (4)   | Vivint Smart Home Arena | 15 - 10 |
| 26    | 14 décembre  | Oklahoma City  | V 109-89  | Rodney Hood (25)     | Rudy Gobert (12)   | Boris Diaw (6)     | Vivint Smart Home Arena | 16 - 10 |
| 27    | 16 décembre  | Dallas         | V 103-100 | Rudy Gobert (16)     | Rudy Gobert (10)   | Gordon Hayward (4) | Vivint Smart Home Arena | 17 - 10 |
| 28    | 18 décembre  | @ Memphis      | V 82-73   | Gordon Hayward (22)  | Rudy Gobert (12)   | Gordon Hayward (6) | FedExForum              | 18 - 10 |
| 29    | 20 décembre  | @ Golden State | D 74-104  | Joe Johnson (14)     | Rudy Gobert (16)   | Joe Ingles (3)     | Oracle Arena            | 18 - 11 |
| 30    | 21 décembre  | Sacramento     | D 93-94   | Gordon Hayward (28)  | Rudy Gobert (14)   | Boris Diaw (8)     | Vivint Smart Home Arena | 18 - 12 |
| 31    | 23 décembre  | Toronto        | D 98-104  | Gordon Hayward (23)  | Rudy Gobert (14)   | Joe Ingles (7)     | Vivint Smart Home Arena | 18 - 13 |
| 32    | 27 décembre  | @ L. A. Lakers | V 102-100 | Gordon Hayward (31)  | Rudy Gobert (11)   | Trois joueurs (3)  | Staples Center          | 19 - 13 |
| 33    | 29 décembre  | Philadelphie   | V 100-83  | George Hill (21)     | Rudy Gobert (13)   | George Hill (6)    | Vivint Smart Home Arena | 20 - 13 |
| 34    | 31 décembre  | Phoenix        | V 91-86   | Hayward, Gobert (18) | Rudy Gobert (13)   | Gordon Hayward (4) | Vivint Smart Home Arena | 21 - 13 |

| Match | Date match | Équipe        | Score          | Meilleur marqueur   | Meilleur rebondeur  | Meilleur passeur    | Lieux Spectateurs          | Série   |
| ----- | ---------- | ------------- | -------------- | ------------------- | ------------------- | ------------------- | -------------------------- | ------- |
| 35    | 2 janvier  | @ Brooklyn    | V 101-89       | Gordon Hayward (30) | Rudy Gobert (16)    | Gordon Hayward (3)  | Barclays Center            | 22 - 13 |
| 36    | 3 janvier  | @ Boston      | D 104-115      | Gordon Hayward (23) | Rudy Gobert (13)    | Derrick Favors (7)  | TD Garden                  | 22 - 14 |
| 37    | 5 janvier  | @ Toronto     | D 93-101       | Shelvin Mack (17)   | Rudy Gobert (16)    | Hood, Ingles (3)    | Air Canada Centre          | 22 - 15 |
| 38    | 7 janvier  | @ Minnesota   | V 94-92        | George Hill (19)    | Rudy Gobert (13)    | George Hill (7)     | Target Center              | 23 - 15 |
| 39    | 8 janvier  | @ Memphis     | D 79-88        | Gordon Hayward (22) | Rudy Gobert (13)    | 6 joueurs (2)       | FedExForum                 | 23 - 16 |
| 40    | 10 janvier | Cleveland     | V 100-92       | Gordon Hayward (28) | Rudy Gobert (14)    | George Hill (7)     | Vivint Smart Home Arena    | 24 - 16 |
| 41    | 13 janvier | Détroit       | V 110-77       | Rodney Hood (27)    | Rudy Gobert (11)    | Boris Diaw (5)      | Vivint Smart Home Arena    | 25 - 16 |
| 42    | 14 janvier | Orlando       | V 114-107      | Gordon Hayward (23) | Rudy Gobert (19)    | Hayward, Hill (7)   | Vivint Smart Home Arena    | 26 - 16 |
| 43    | 16 janvier | @ Phoenix     | V 106-101      | Rudy Gobert (18)    | Rudy Gobert (17)    | Boris Diaw (6)      | Talking Stick Resort Arena | 27 - 16 |
| 44    | 20 janvier | @ Dallas      | V 112-107 (OT) | Rudy Gobert (27)    | Rudy Gobert (25)    | Hayward, Ingles (4) | American Airlines Center   | 28 - 16 |
| 45    | 21 janvier | Indiana       | V 109-100      | George Hill (30)    | Rudy Gobert (11)    | Joe Ingles (6)      | Vivint Smart Home Arena    | 29 - 16 |
| 46    | 23 janvier | Oklahoma City | D 95-97        | Gordon Hayward (17) | Derrick Favors (10) | Boris Diaw (5)      | Vivint Smart Home Arena    | 29 - 17 |
| 47    | 24 janvier | @ Denver      | D 93-103       | Derrick Favors (18) | Rudy Gobert (9)     | George Hill (5)     | Pepsi Center               | 29 - 18 |
| 48    | 26 janvier | L. A. Lakers  | V 96-88        | Gordon Hayward (24) | Rudy Gobert (13)    | Favors, Hill (3)    | Vivint Smart Home Arena    | 30 - 18 |
| 49    | 28 janvier | Memphis       | D 95-102       | Rodney Hood (20)    | Rudy Gobert (9)     | Hayward, Hill (5)   | Vivint Smart Home Arena    | 30 - 19 |

| Match               | Date match  | Équipe          | Score          | Meilleur marqueur   | Meilleur rebondeur  | Meilleur passeur   | Lieux Spectateurs         | Série   |
| ------------------- | ----------- | --------------- | -------------- | ------------------- | ------------------- | ------------------ | ------------------------- | ------- |
| 50                  | 1er février | Milwaukee       | V 104-88       | Gordon Hayward (27) | Rudy Gobert (15)    | Trois joueurs (4)  | Vivint Smart Home Arena   | 31 - 19 |
| 51                  | 4 février   | Charlotte       | V 105-98       | Gordon Hayward (33) | Rudy Gobert (15)    | Joe Johnson (4)    | Vivint Smart Home Arena   | 32 - 19 |
| 52                  | 6 février   | @ Atlanta       | V 120-95       | Gordon Hayward (30) | Derrick Favors (10) | George Hill (8)    | Philips Arena             | 33 - 19 |
| 53                  | 8 février   | @ New Orleans   | V 127-94       | Joe Johnson (27)    | Rudy Gobert (16)    | Dante Exum (5)     | Smoothie King Center      | 34 - 19 |
| 54                  | 9 février   | @ Dallas        | D 105-112 (OT) | Gordon Hayward (36) | Rudy Gobert (15)    | Shelvin Mack (7)   | American Airlines Center  | 34 - 20 |
| 55                  | 11 février  | Boston          | D 104-112      | Gordon Hayward (31) | Rudy Gobert (14)    | Hayward, Hill (4)  | Vivint Smart Home Arena   | 34 - 21 |
| 56                  | 13 février  | L. A. Clippers  | D 72-88        | Derrick Favors (13) | Rudy Gobert (14)    | Boris Diaw (4)     | Vivint Smart Home Arena   | 34 - 22 |
| 57                  | 15 février  | Portland        | V 111-88       | Gordon Hayward (22) | Rudy Gobert (12)    | Gordon Hayward (7) | Vivint Smart Home Arena   | 35 - 22 |
| All-Star Break 2017 |             |                 |                |                     |                     |                    |                           |         |
| 58                  | 24 février  | @ Milwaukee     | V 109-95       | Gordon Hayward (29) | Rudy Gobert (16)    | Joe Ingles (5)     | BMO Harris Bradley Center | 36 - 22 |
| 59                  | 26 février  | @ Washington    | V 102-92       | Gordon Hayward (30) | Rudy Gobert (20)    | George Hill (6)    | Verizon Center            | 37 - 22 |
| 60                  | 28 février  | @ Oklahoma City | D 106-109      | Gordon Hayward (19) | Rudy Gobert (10)    | George Hill (8)    | Chesapeake Energy Arena   | 37 - 23 |

| Match | Date match | Équipe           | Score          | Meilleur marqueur    | Meilleur rebondeur  | Meilleur passeur    | Lieux Spectateurs       | Série   |
| ----- | ---------- | ---------------- | -------------- | -------------------- | ------------------- | ------------------- | ----------------------- | ------- |
| 61    | 1er mars   | Minnesota        | D 80-107       | Dante Exum (15)      | Derrick Favors (12) | 3 joueurs (3)       | Vivint Smart Home Arena | 37 - 24 |
| 62    | 3 mars     | Brooklyn         | V 112-97       | George Hill (34)     | Derrick Favors (12) | George Hill (7)     | Vivint Smart Home Arena | 38 - 24 |
| 63    | 5 mars     | @ Sacramento     | V 110-109 (OT) | Rodney Hood (28)     | Rudy Gobert (24)    | George Hill (8)     | Golden 1 Center         | 39 - 24 |
| 64    | 6 mars     | New Orleans      | V 88-83        | Gordon Hayward (23)  | Rudy Gobert (15)    | Ingles, Diaw (4)    | Vivint Smart Home Arena | 40 - 24 |
| 65    | 8 mars     | @ Houston        | V 115-108      | Gobert, Hayward (23) | Rudy Gobert (10)    | Joe Ingles (6)      | Toyota Center           | 41 - 24 |
| 66    | 11 mars    | @ Oklahoma City  | D 104-112      | Dante Exum (22)      | Alec Burks (7)      | Joe Ingles (3)      | Chesapeake Energy Arena | 41 - 25 |
| 67    | 13 mars    | L. A. Clippers   | V 114-108      | Gordon Hayward (27)  | Rudy Gobert (10)    | George Hill (6)     | Vivint Smart Home Arena | 42 - 25 |
| 68    | 15 mars    | @ Détroit        | V 97-83        | Gordon Hayward (25)  | Hayward, Gobert (9) | Gordon Hayward (6)  | Palace of Auburn Hills  | 43 - 25 |
| 69    | 16 mars    | @ Cleveland      | D 83-91        | Rudy Gobert (20)     | Rudy Gobert (19)    | Hayward, Ingles (4) | Quicken Loans Arena     | 43 - 26 |
| 70    | 18 mars    | @ Chicago        | D 86-95        | George Hill (18)     | Rudy Gobert (13)    | Joe Ingles (5)      | United Center           | 43 - 27 |
| 71    | 20 mars    | @ Indiana        | D 100-107      | Gordon Hayward (38)  | Rudy Gobert (14)    | George Hill (6)     | Bankers Life Fieldhouse | 43 - 28 |
| 72    | 22 mars    | New York         | V 108-101      | Rudy Gobert (35)     | Rudy Gobert (13)    | George Hill (4)     | Vivint Smart Home Arena | 44 - 28 |
| 73    | 25 mars    | @ L. A. Clippers | D 95-108       | Rudy Gobert (26)     | Rudy Gobert (14)    | Diaw, Ingles (5)    | Staples Center          | 44 - 29 |
| 74    | 27 mars    | New Orleans      | V 108-100      | Gobert, Hood (20)    | Rudy Gobert (19)    | George Hill (5)     | Vivint Smart Home Arena | 45 - 29 |
| 75    | 29 mars    | @ Sacramento     | V 112-82       | Gordon Hayward (20)  | Rudy Gobert (15)    | Joe Ingles (5)      | Golden 1 Center         | 46 - 29 |
| 76    | 31 mars    | Washington       | V 95-88        | Gordon Hayward (19)  | Rudy Gobert (10)    | Boris Diaw (5)      | Vivint Smart Home Arena | 47 - 29 |

| Match | Date match | Équipe         | Score     | Meilleur marqueur   | Meilleur rebondeur | Meilleur passeur   | Lieux Spectateurs       | Série   |
| ----- | ---------- | -------------- | --------- | ------------------- | ------------------ | ------------------ | ----------------------- | ------- |
| 77    | 2 avril    | @ San Antonio  | D 103-109 | Gobert, Diaw (19)   | Rudy Gobert (14)   | Rudy Gobert (5)    | AT&T Center             | 47 - 30 |
| 78    | 4 avril    | Portland       | V 106-87  | Gordon Hayward (30) | Rudy Gobert (11)   | Diaw, Mack (5)     | Vivint Smart Home Arena | 48 - 30 |
| 79    | 7 avril    | Minnesota      | V 120-113 | Gordon Hayward (39) | Shelvin Mack (6)   | Joe Ingles (8)     | Vivint Smart Home Arena | 49 - 30 |
| 80    | 8 avril    | @ Portland     | D 86-101  | Gordon Hayward (21) | Rudy Gobert (11)   | Gordon Hayward (4) | Moda Center             | 49 - 31 |
| 81    | 10 avril   | @ Golden State | V 105-99  | George Hill (20)    | Rudy Gobert (18)   | Joe Ingles (7)     | Oracle Arena            | 50 - 31 |
| 82    | 12 avril   | San Antonio    | V 101-97  | Gordon Hayward (14) | Rudy Gobert (9)    | George Hill (5)    | Vivint Smart Home Arena | 51 - 31 |

## Playoffs
| Playoffs Total: 4-7 (Domicile : 1-4 ; Extérieur : 3-3) |

| Match | Date match | Équipe          | Score     | Meilleur marqueur   | Meilleur rebondeur  | Meilleur passeur   | Lieux Spectateurs       | Série |
| ----- | ---------- | --------------- | --------- | ------------------- | ------------------- | ------------------ | ----------------------- | ----- |
| 1     | 15 avril   | @ L.A. Clippers | V 97-95   | Joe Johnson (21)    | Gordon Hayward (10) | Boris Diaw (6)     | Staples Center          | 1 - 0 |
| 2     | 18 avril   | @ L.A. Clippers | D 91-99   | Gordon Hayward (20) | Hill, Favors (7)    | George Hill (4)    | Staples Center          | 1 - 1 |
| 3     | 21 avril   | L.A. Clippers   | D 106-111 | Gordon Hayward (40) | Gordon Hayward (8)  | Joe Ingles (5)     | Vivint Smart Home Arena | 1 - 2 |
| 4     | 23 avril   | L.A. Clippers   | V 105-98  | Joe Johnson (28)    | Rudy Gobert (13)    | Joe Ingles (11)    | Vivint Smart Home Arena | 2 - 2 |
| 5     | 25 avril   | @ L.A. Clippers | V 96-92   | Gordon Hayward (27) | Rudy Gobert (11)    | George Hill (7)    | Staples Center          | 3 - 2 |
| 6     | 28 avril   | L.A. Clippers   | D 93-98   | Gordon Hayward (31) | Rudy Gobert (9)     | Gordon Hayward (4) | Vivint Smart Home Arena | 3 - 3 |
| 7     | 30 avril   | @ L.A. Clippers | V 104-91  | Gordon Hayward (26) | Derrick Favors (11) | Hill, Johnson (5)  | Staples Center          | 4 - 3 |

| Match | Date match | Équipe         | Score     | Meilleur marqueur   | Meilleur rebondeur | Meilleur passeur    | Lieux Spectateurs       | Série |
| ----- | ---------- | -------------- | --------- | ------------------- | ------------------ | ------------------- | ----------------------- | ----- |
| 1     | 2 mai      | @ Golden State | D 94-106  | Rudy Gobert (13)    | Rudy Gobert (8)    | Trois joueurs (4)   | Oracle Arena            | 0 - 1 |
| 2     | 4 mai      | @ Golden State | D 104-115 | Gordon Hayward (33) | Rudy Gobert (16)   | Hayward, Mack (4)   | Oracle Arena            | 0 - 2 |
| 3     | 6 mai      | Golden State   | D 91-102  | Gordon Hayward (29) | Rudy Gobert (15)   | Gordon Hayward (6)  | Vivint Smart Home Arena | 0 - 3 |
| 4     | 8 mai      | Golden State   | D 95-121  | Gordon Hayward (25) | Rudy Gobert (13)   | Hayward, Ingles (3) | Vivint Smart Home Arena | 0 - 4 |

## Confrontations
| Conférence Est      | Conférence Est                               | Conférence Est                               | Conférence Ouest                             | Conférence Ouest                             | Conférence Ouest                             | Conférence Ouest                             | Conférence Ouest                             |
| Division Atlantique | Division Atlantique                          | Division Atlantique                          | Division Nord-Ouest                          | Division Nord-Ouest                          | Division Nord-Ouest                          | Division Nord-Ouest                          | Division Nord-Ouest                          |
| Équipe              | Domicile                                     | Extérieur                                    | Équipe                                       | Domicile                                     | Domicile                                     | Extérieur                                    | Extérieur                                    |
| ------------------- | -------------------------------------------- | -------------------------------------------- | -------------------------------------------- | -------------------------------------------- | -------------------------------------------- | -------------------------------------------- | -------------------------------------------- |
| Boston              | 104-112                                      | 104-115                                      | Denver                                       | 108-83                                       | 105-98                                       | 91-105                                       | 93-103                                       |
| Brooklyn            | 112-97                                       | 101-89                                       | Minnesota                                    | 80-107                                       | 120-113                                      | 112-103                                      | 94-92                                        |
| New York            | 108-101                                      | 114-109                                      | Oklahoma City                                | 109-89                                       | 95-97                                        | 106-109                                      | 104-112                                      |
| Philadelphie        | 100-83                                       | 109-84                                       | Portland                                     | 111-88                                       | 106-87                                       | 104-113                                      | 86-111                                       |
| Toronto             | 89-104                                       | 93-101                                       |                                              |                                              |                                              |                                              |                                              |
|                     | 3–2                                          | 3–2                                          |                                              | 6–2                                          | 6–2                                          | 2–6                                          | 2–6                                          |
| Division            | 6–4                                          | 6–4                                          | Division                                     | 8–8                                          | 8–8                                          | 8–8                                          | 8–8                                          |
| Division Atlantique | Division Atlantique                          | Division Atlantique                          | Division Nord-Ouest                          | Division Nord-Ouest                          | Division Nord-Ouest                          | Division Nord-Ouest                          | Division Nord-Ouest                          |
| Équipe              | Domicile                                     | Extérieur                                    | Équipe                                       | Domicile                                     | Domicile                                     | Extérieur                                    | Extérieur                                    |
| Chicago             | 77-85                                        | 86-95                                        | Golden State                                 | 99-106                                       |                                              | 74-104                                       |                                              |
| Cleveland           | 100-92                                       | 83-91                                        | L.A. Clippers                                | 72-88                                        | 114-108                                      | 75-88                                        | 95-108                                       |
| Detroit             | 110-77                                       | 97-83                                        | L.A. Lakers                                  | 96-89                                        | 96-88                                        | 107-101                                      | 102-100                                      |
| Indiana             | 109-100                                      | 100-107                                      | Phoenix                                      | 112-105                                      | 91-86                                        | 106-101                                      |                                              |
| Milwaukee           | 104-88                                       | 109-95                                       | Sacramento                                   | 104-84                                       | 83-94                                        | 110-109 (OT)                                 | 112-82                                       |
|                     | 4–1                                          | 2-3                                          |                                              | 6–3                                          | 6–3                                          | 5–3                                          | 5–3                                          |
| Division            | 6-4                                          | 6-4                                          | Division                                     | 11–6                                         | 11–6                                         | 11–6                                         | 11–6                                         |
| Division Atlantique | Division Atlantique                          | Division Atlantique                          | Division Nord-Ouest                          | Division Nord-Ouest                          | Division Nord-Ouest                          | Division Nord-Ouest                          | Division Nord-Ouest                          |
| Équipe              | Domicile                                     | Extérieur                                    | Équipe                                       | Domicile                                     | Domicile                                     | Extérieur                                    | Extérieur                                    |
| Atlanta             | 95-68                                        | 120-95                                       | Dallas                                       | 97-81                                        | 103-100                                      | 112-107 (OT)                                 | 105-112 (OT)                                 |
| Charlotte           | 105-98                                       | 96-104                                       | Houston                                      | 120-101                                      |                                              | 102-111                                      | 115-108                                      |
| Miami               | 110-111                                      | 102-91                                       | Memphis                                      | 96-102                                       | 95-102                                       | 82-73                                        | 79-88                                        |
| Orlando             | 114-107                                      | 87-74                                        | La Nouvelle-Orléans                          | 88-83                                        | 108-100                                      | 127-94                                       |                                              |
| Washington          | 95-88                                        | 102-92                                       | San Antonio                                  | 86-100                                       |                                              | 106-91                                       | 103-109                                      |
|                     | 4–1                                          | 4–1                                          |                                              | 5–3                                          | 5–3                                          | 5–4                                          | 5–4                                          |
| Division            | 8–2                                          | 8–2                                          | Division                                     | 10–7                                         | 10–7                                         | 10–7                                         | 10–7                                         |
| Conférence          | 20–10 (Domicile : 11–4 ; Extérieur : 9–6)    | 20–10 (Domicile : 11–4 ; Extérieur : 9–6)    | Conférence                                   | 29–21 (Domicile : 17–8 ; Extérieur : 12–13)  | 29–21 (Domicile : 17–8 ; Extérieur : 12–13)  | 29–21 (Domicile : 17–8 ; Extérieur : 12–13)  | 29–21 (Domicile : 17–8 ; Extérieur : 12–13)  |
| Total               | 49-31 (Domicile : 28–12 ; Extérieur : 21–19) | 49-31 (Domicile : 28–12 ; Extérieur : 21–19) | 49-31 (Domicile : 28–12 ; Extérieur : 21–19) | 49-31 (Domicile : 28–12 ; Extérieur : 21–19) | 49-31 (Domicile : 28–12 ; Extérieur : 21–19) | 49-31 (Domicile : 28–12 ; Extérieur : 21–19) | 49-31 (Domicile : 28–12 ; Extérieur : 21–19) |

## Effectif actuel
| Jazz de l’Utah Effectif actuel                                       |    |                        |                    |              |
| Entraîneur : Quin Snyder                                             |    |                        |                    |              |
| Ailier fort                                                          | 22 | Drapeau de l'Ukraine   | Joel Bolomboy (R)  | Weber State  |
| Arrière                                                              | 10 | Drapeau des États-Unis | Alec Burks         | Colorado     |
| Ailier fort                                                          | 33 | Drapeau de la France   | Boris Diaw         | France       |
| Meneur                                                               | 11 | Drapeau de l'Australie | Dante Exum         | Australie    |
| Ailier fort, Pivot                                                   | 15 | Drapeau des États-Unis | Derrick Favors (C) | Georgia Tech |
| Pivot                                                                | 27 | Drapeau de la France   | Rudy Gobert        | France       |
| Ailier, Arrière                                                      | 20 | Drapeau des États-Unis | Gordon Hayward (C) | Butler       |
| Meneur                                                               | 3  | Drapeau des États-Unis | George Hill        | Purdue       |
| Arrière, Ailier                                                      | 5  | Drapeau des États-Unis | Rodney Hood        | Duke         |
| Ailier, Arrière                                                      | 2  | Drapeau de l'Australie | Joe Ingles         | Australie    |
| Ailier, Arrière                                                      | 6  | Drapeau des États-Unis | Joe Johnson        | Arkansas     |
| Ailier fort                                                          | 41 | Drapeau du Canada      | Trey Lyles         | Kentucky     |
| Arrière                                                              | 8  | Drapeau des États-Unis | Shelvin Mack       | Butler       |
| Meneur                                                               | 25 | Drapeau du Brésil      | Raulzinho Neto     | Brésil       |
| Pivot                                                                | 24 | Drapeau des États-Unis | Jeff Withey        | Kansas       |
| (C) - Capitaine (AL) - Agent libre (R) - Rookie (ou recrue) - Blessé |    |                        |                    |              |

## Contrats et salaires 2015-2016
| Joueur            | Poste      | Âge        | Exp        | Contrat                | Salaire 2016-2017 | Fin du contrat |
| ----------------- | ---------- | ---------- | ---------- | ---------------------- | ----------------- | -------------- |
| Joueurs actuels   |            |            |            |                        |                   |                |
| Alec Burks        | PG         | 25         | 6          | 41 000 000 $ sur 4 ans | 10 154 495 $      | 2019           |
| Boris Diaw        | C          | 34         | 13         | 28 000 000 $ sur 4 ans | 7 000 000 $       | 2018           |
| Dante Exum        | SG         | 21         | 2          | 11 333 040 $ sur 3 ans | 3 940 320 $       | 2017 (T)       |
| Derrick Favors    | PF         | 25         | 6          | 46 950 000 $ sur 4 ans | 11 050 000 $      | 2018           |
| Quincy Ford       | SF         | 23         | 0          | 2 498 982 $ sur 3 ans  | 543,471 $**       | 2019           |
| Rudy Gobert       | C          | 24         | 3          | 5 503 368 $ sur 4 ans  | 2 121 288 $       | 2017 (RFA)     |
| Gordon Hayward    | SG         | 26         | 6          | 62 965 420 $ sur 4 ans | 16 073 140 $      | 2018           |
| George Jesse Hill | PG         | 26         | 6          | 40 000 000 $ sur 5 ans | 8 000 000 $       | 2017           |
| Rodney Hood       | SG         | 24         | 2          | 4 045 320 $ sur 3 ans  | 1 406 520 $       | 2017 (T)       |
| Joe Ingles        | SF         | 29         | 2          | 4 396 750 $ sur 2 ans  | 2 150 000 $       | 2017           |
| Chris Johnson     | SF         | 26         | 4          | 2 145 368 $ sur 3 ans  | 1 050 961 $*      | 2017           |
| Joe Johnson       | SF         | 35         | 15         | 22 000 000 $ sur 2 ans | 11 000 000 $      | 2018           |
| Trey Lyles        | PF         | 21         | 1          | 4 580 400 $ sur 2 ans  | 2 340 600 $       | 2017 (T)       |
| Shelvin Mack      | PG         | 26         | 5          | 7 300 000 $ sur 3 ans  | 2 433 334 $       | 2017           |
| Raul Togni Neto   | PG         | 24         | 1          | 2 732 546 $ sur 3 ans  | 937,800 $         | 2018           |
| Tibor Pleiss      | C          | 27         | 1          | 9 000 000 $ sur 3 ans  | 3 000 000 $       | 2018           |
| Jeff Withey       | C          | 26         | 3          | 947,276 $ sur 1 an     | 1 015 696 $       | 2017           |
| Joueurs coupés    |            |            |            |                        |                   |                |
|                   |            |            |            |                        |                   |                |
| Total             | Total      | Total      | Total      | Total                  | 84 217 625 $      | Différence     |
| Salary Cap        | Salary Cap | Salary Cap | Salary Cap | Salary Cap             | 94 143 000 $      | 9 925 375 $    |
| Luxury Tax        | Luxury Tax | Luxury Tax | Luxury Tax | Luxury Tax             | 113 287 000 $     | 29 069 375 $   |

- 2017 = Joueur agent libre en fin de saison.
- 2017 = Agent libre restreint en fin de saison.
- 2017 (T) = Joueur ayant une option d'équipe en fin de saison.

## Transferts

### Échanges
| Juin           | Juin | Juin                                                                                | Juin                    |
| -------------- | --- | ----------------------------------------------------------------------------------- | ----------------------- |
| 24 juin 2016   | Échange à deux équipes                                                                                  | Échange à deux équipes                                                              | Échange à deux équipes  |
| 24 juin 2016   | Vers Jazz de l'Utah - Droits sur le 55e choix de la Draft 2016 : Marcus Paige - Compensation financière | Vers Nets de Brooklyn - Droits sur le 42e choix de la Draft 2016 : Isaiah Whitehead | [ 2 ]                   |
| Juillet        | |                                                                                     |                         |
| 7 juillet 2016 | Échange à trois équipes                                                                                 | Échange à trois équipes                                                             | Échange à trois équipes |
| 7 juillet 2016 | Vers Hawks d'Atlanta - Droits sur le 12e choix de la Draft 2016 : Taurean Prince (de Utah)              | Vers Pacers de l'Indiana - Jeff Teague (D'Atlanta)                                  | [ 3 ]                   |
| 7 juillet 2016 | Vers Hawks d'Atlanta - Droits sur le 12e choix de la Draft 2016 : Taurean Prince (de Utah)              | Vers Jazz de l'Utah - George Jesse Hill (d'Indiana)                                 | [ 3 ]                   |
| 7 juillet 2016 | Échange à deux équipes                                                                                  |                                                                                     |                         |
| 7 juillet 2016 | Vers Wizards de Washington - Trey Burke                                                                 | Vers Jazz de l'Utah - Second tour de draft 2021                                     | [ 4 ]                   |
| 8 juillet 2016 | Échange à deux équipes                                                                                  | Échange à deux équipes                                                              | Échange à deux équipes  |
| 8 juillet 2016 | Vers Jazz de l'Utah - Boris Diaw - Second tour de draft 2022 - Compensation financière                  | Vers Spurs de San Antonio - Droits sur Olivier Hanlan                               | [ 5 ]                   |

### Arrivés
| Joueur      | Contrat                           | Provenance    | Référence |
| ----------- | --------------------------------- | ------------- | --------- |
| Joe Johnson | Contrat de 22 000 000 $ sur 2 ans | Heat de Miami | [ 6 ]     |

### Départs
| Joueur        | Raison départ | Nouvelle équipe ¹ | Référence |
| ------------- | ------------- | ----------------- | --------- |
| Trevor Booker | Agent libre   | Nets de Brooklyn  | [ 7 ]     |

¹ Il s'agit de l’équipe pour laquelle le joueur a signé après son départ, il a pu entre-temps changer d'équipe ou encore de pays.